# Chrysolina herbacea
El escarabajo de la menta (Chrysolina herbacea) es un coleóptero de la familia Chrysomelidae. Se encuentra en Europa, el Cáucaso, Turquía y el occidente del Asia central.
Mide 7 a 11 mm de longitud, siendo la hembra de mayor tamaño. El macho es de color verde brillante, con patas y antenas negras. La hembra puede variar en color de verde con reflejos cobrizos a gris violáceo o negruzco. La cabeza está frecuentemnte escondida bajo el pronoto, y sólo asoman las cortas antenas filiformes de nueve segmentos.
Adultos y larvas se alimentan exclusivamente de menta, pudiendo llegar a ser una peligrosa plaga. Se alimentan principalmente de hojas y tallos, aunque también mastican las flores. Como suele suceder en la subfamilia Chrysomelinae, la biología de la larva es idéntica a la del adulto.
Vive generalmente cerca del agua, o en zonas umbrías de alta humedad, en la planta de la que se alimenta. Sin embargo, algunas especies, como Mentha suaveolens soportan unos niveles de sequía y sol ligeramente más altos que otras Mentha y en ellas se les ve a menudo.